# Хазелбах (Доњи Бајерн)
Хазелбах (њем. Haselbach) општина је у њемачкој савезној држави Баварска. Једно је од 37 општинских средишта округа Штраубинг-Боген. Према процјени из 2010. у општини је живјело 1.680 становника. Посједује регионалну шифру (AGS) 9278134.

## Географски и демографски подаци
Хазелбах се налази у савезној држави Баварска у округу Штраубинг-Боген. Општина се налази на надморској висини од 428 метара. Површина општине износи 18,4 km². У самом мјесту је, према процјени из 2010. године, живјело 1.680 становника. Просјечна густина становништва износи 91 становника/km².